# Iékavien
Le iékavien (jekavski) ou jékavien est l'une des trois prononciations (izgovori) dans le diasystème slave du centre-sud. Il résulte de l'évolution du son ĕ (noté par la lettre yat : ѣ) - commun à tous les anciens parlers slaves - en ié (noté je) ou en iyé (noté ije).
La prononciation iékavienne se trouve en Croatie, en Serbie, au Monténégro et en Bosnie-Herzégovine.
Cette prononciation est exclusive dans le dialecte chtokavien des standards littéraires croate, bosnien et monténégrin et acceptée par le standard serbe.